# Port lotniczy Bergen-Flesland
Port lotniczy Bergen-Flesland (w jęz. norw.: bokmål - Bergen lufthavn, Flesland, nynorsk - Bergen lufthamn, Flesland; kod IATA: BGO, kod ICAO: ENBR) – lotnisko położone 19 km na południe od miasta Bergen (Norwegia). Wybudowany został z funduszy NATO w 1955, od chwili otwarcia służy zarówno potrzebom cywilnym, jak wojskowym.
Współrzędne geograficzne 60°17'36,19"N, 5°13'5,31"E, wysokość 51,8 m n.p.m.; asfaltobetonowa droga startowa ma długość 2990 i szerokość 45 metrów.
Jest to drugi z największych portów lotniczych Norwegii – z 88 929 operacjami lotniczymi w ciągu roku 2005 obsłużył w tym czasie 3 863 198 pasażerów, w tym ruch helikopterowy obsługujący przede wszystkim platformy wiertnicze na Morzu Północnym. Jeden terminal lotniczy portu służy wyłącznie za heliport.
Do Polski z tego lotniska wykonuje loty Wizzair (Gdańsk, Katowice, Szczecin oraz Warszawa - od października 2014), a także Norwegian Air Shuttle (Kraków).

## Kierunki lotów i linie lotnicze
| Linia lotnicza                  | Kierunek |
| ------------------------------- | --- |
| Aegean Airlines                 | Sezonowe czartery: 1. Chania 2. Rodos |
| Air France                      | 1. Paryż-Charles de Gaulle |
| Air Baltic                      | Sezonowo: 1. Gran Canaria 2. Ryga |
| Braathens International Airways | Sezonowe czartery: 1. Larnaka 2. Palma de Mallorca (od 4 maja 2024) |
| Edelweiss Air                   | Sezonowo: 1. Zurych |
| Eurowings                       | Sezonowo: 1. Düsseldorf |
| Finnair                         | 1. Helsinki 2. Sztokholm-Arlanda (od 31 marca 2024) |
| Freebird Airlines               | Sezonowe czartery: 1. Antalya |
| Iberia                          | Sezonowo: 1. Madryt |
| Icelandair                      | Sezonowo: 1. Reykjavik-Keflavík |
| Israir Airlines                 | Sezonowe czartery: 1. Tel Awiw |
| Jet2.com                        | Sezonowo: 1. Birmingham (od 9 maja 2024) 2. Leeds/Bradford (od 2 maja 2024) 3. Manchester (od 25 kwietnia 2024) 4. Newcastle (od 25 kwietnia 2024) |
| KLM                             | 1. Amsterdam |
| Loganair                        | 1. Edynburg Sezonowo: 1. Inverness 2. Kirkwall 3. Newcastle 4. Sumburgh |
| Lufthansa                       | 1. Frankfurt Sezonowo: 1. Monachium |
| Norwegian Air Shuttle           | 1. Alicante 2. Berlin 3. Kopenhaga 4. Gdańsk 5. Kraków 6. Londyn-Gatwick 7. Malaga 8. Manchester 9. Oslo-Gardermoen 10. Stavanger 11. Trondheim Sezonowo: 1. Antalya 2. Barcelona 3. Mediolan-Bergamo 4. Billund 5. Chania 6. Dubrownik 7. Edynburg (od 20 czerwca 2024) 8. Gran Canaria 9. Harstad/Narwik 10. Nicea 11. Palma de Mallorca 12. Paryż-Charles de Gaulle 13. Rzym-Fiumicino 14. Split 15. Sztokholm-Arlanda 16. Teneryfa-Południe 17. Tromsø                                |
| Scandinavian Airlines System    | 1. Kopenhaga 2. Manchester 3. Oslo-Gardermoen 4. Stavanger 5. Sztokholm-Arlanda 6. Trondheim Sezonowo: 1. Ålesund 2. Alicante 3. Gran Canaria 4. Mediolan-Malpensa 5. Nicea 6. Palma de Mallorca 7. Split 8. Teneryfa-Południe Sezonowe czartery: 1. Chania |
| Sunclass Airlines               | Sezonowe czartery: 1. Antalya 2. Chania 3. Gran Canaria 4. Palma de Mallorca 5. Rodos 6. Sal (od 10 listopada 2024) 7. Teneryfa-Południe 8. Warna |
| Transavia.com                   | 1. Paryż-Orly (od 6 kwietnia 2024) |
| Widerøe                         | 1. Aberdeen 2. Ålesund 3. Alicante 4. Billund 5. Bodø 6. Bruksela (od 12 kwietnia 2024) 7. Dublin 8. Florø 9. Göteborg 10. Hamburg 11. Haugesund 12. Kristiansand 13. Kristiansund 14. Liverpool 15. Londyn-Stansted 16. Molde 17. Oslo-Gardermoen 18. Oslo-Torp 19. Sogndal 20. Stavanger 21. Tromsø 22. Trondheim 23. Ørsta/Volda 24. Vágar Sezonowo: 1. Florencja 2. Leknes 3. Monachium 4. Nicea 5. Palma de Mallorca 6. Sandane Sezonowe czartery: 1. Chania 2. Lanzarote 3. Preweza |
| Wizz Air                        | 1. Gdańsk 2. Katowice 3. Kowno |